# ○○あい☆コラ!生やぐち
『○○あい☆コラ!生やぐち』（まるまるあいコラ なまやぐち）とは、インターネットテレビ・GyaOの『MIDTOWN TV』内で毎週木曜に放送・配信されていたバラエティ番組。2007年7月26日放送開始、2008年6月26日終了（アーカイブ放送は同年7月25日まで）。
矢口真里の冠番組で、内容は矢口が旬のアイドルをゲストに迎えてトークをするというものだった。

## 出演者
- 矢口真里
- 丸山周
- ホーム・チーム
- 小松美羽（占い師・銅版画家）

以下はMCの代役を務めた人物。
- 岡田唯（2007年10月11日放送分）
- 吉澤ひとみ（2008年1月31日放送分）
- 石川梨華（2008年2月7日放送分）
- 紺野あさ美（2008年2月14日放送分）
- 里田まい（2008年2月21日放送分）

## コーナー
アイドルクッキング
2007年11月14日から始まったコーナーで、アイドルが料理を作っていた。
ぶらドル コマーシャル
2007年11月14日から始まった隔週放送のコーナーで、上々軍団がMCを務めていた。『勝ち抜き!アイドル天国!!ヌキ天』との連動企画で、同番組で勝ち抜いたアイドルがパフォーマンスを行い、PRタイムを貰う。そして、アイドルは運動器具にぶら下がりながらPRを行っていた。

## ゲスト、放送内容
| 回 | ゲスト                                                               | 放送期間                       |
| -- | -------------------------------------------------------------------- | ------------------------------ |
| 1  | 中野腐女子シスターズ                                                 | 2007年7月26日 - 8月2日         |
| 2  | 森下悠里 小明                                                        | 2007年8月2日 - 8月9日          |
| 3  | Berryz工房                                                           | 2007年8月9日 - 8月16日         |
| 4  | 新垣里沙 久住小春                                                    | 2007年8月16日 - 8月23日        |
| 5  | キャナァーリ倶楽部                                                   | 2007年8月23日 - 8月30日        |
| 6  | 松浦亜弥 KICK☆ 上々軍団 ミラクルひかる HEY!たくちゃん ホーム・チーム | 2007年8月30日 - 9月6日         |
| 7  | メロン記念日 ホーム・チーム                                          | 2007年9月6日 - 9月13日         |
| 8  | 音楽ガッタスから 吉澤ひとみ 紺野あさ美 是永美記 能登有沙             | 2007年9月13日 - 9月20日        |
| 9  | 時東ぁみ 平野綾                                                      | 2007年9月20日 - 9月27日        |
| 10 | 美勇伝 仲村みう                                                      | 2007年9月27日 - 10月4日        |
| 11 | エコモニ。 小林由佳                                                  | 2007年10月4日 - 10月11日       |
| 12 | 中澤裕子 前田有紀                                                    | 2007年10月11日 - 10月18日      |
| 13 | 保田圭 田中れいな リンリン                                           | 2007年10月18日 - 10月25日      |
| 14 | 高橋愛 亀井絵里 田中れいな ジュンジュン                              | 2007年10月25日 - 11月1日       |
| 15 | 中島愛里 Erina アントキの猪木                                        | 2007年11月1日 - 11月8日        |
| 16 | 川村ゆきえ 指圧野郎 暗黒天使                                         | 2007年11月8日 - 11月15日       |
| 17 | 小阪由佳 豊岡真澄 東京メトロちゃん                                   | 2007年11月15日 - 11月22日      |
| 18 | 高橋愛 新垣里沙 道重さゆみ リンリン                                  | 2007年11月22日 - 11月29日      |
| 19 | 平野綾                                                               | 2007年11月29日 - 12月6日       |
| 20 | 音楽ガッタスから 吉澤ひとみ 是永美記 能登有沙 山本高広               | 2007年12月6日 - 12月13日       |
| 21 | メロン記念日 ●VTR出演のみ 里田まい 吉澤ひとみ                        | 2007年12月13日 - 12月20日      |
| 22 | 南明奈                                                               | 2007年12月20日 - 12月27日      |
| 23 | ℃-ute                                                                | 2007年12月27日 - 2008年1月10日 |
| 24 | 保田圭                                                               | 2008年1月10日 - 1月17日        |
| 25 | 安倍なつみ 矢島舞美                                                  | 2008年1月17日 - 1月24日        |
| 26 | 青島あきな 佐藤唯                                                    | 2008年1月24日 - 1月31日        |
| 27 | 石川梨華                                                             | 2008年1月31日 - 2月7日         |
| 28 | 是永美記 能登有沙                                                    | 2008年2月7日 - 3月6日          |
| 29 | 新垣里沙                                                             | 2008年2月14日 - 3月13日        |
| 30 | 岡田唯                                                               | 2008年2月21日 - 3月20日        |
| 31 | ℃-uteから 矢島舞美 梅田えりか                                        | 2008年2月28日 - 3月27日        |
| 32 | しほの涼 石井めぐる                                                  | 2008年3月6日 - 4月5日          |
| 33 | 次原かな 堀田ゆい夏                                                  | 2008年3月13日 - 4月12日        |
| 34 | Berryz工房                                                           | 2008年3月27日 - 4月26日        |
| 35 | キャナァーリ倶楽部                                                   | 2008年4月3日 - 5月2日          |
| 36 | マギボン 高部あい 加藤沙耶香                                         | 2008年4月10日 - 5月9日         |
| 37 | モーニング娘。から 新垣里沙 亀井絵里 久住小春 リンリン               | 2008年4月17日 - 5月16日        |
| 38 | 美勇伝                                                               | 2008年4月24日 - 5月23日        |
| 39 | THE ポッシボー                                                       | 2008年5月1日 - 6月1日          |
| 40 | 水沢奈子 中島愛里 京本有加                                           | 2008年5月8日 - 6月7日          |
| 41 | Buono!                                                               | 2008年5月15日 - 6月14日        |
| 42 | 次原かな 谷桃子                                                      | 2008年5月22日 - 6月21日        |
| 43 | 松本夏空 松山メアリ                                                  | 2008年6月5日 - 7月4日          |
| 44 | High-King                                                            | 2008年6月12日 - 7月11日        |
| 45 | 岡田真由香 潤音 矢吹シャルロッテ                                     | 2008年6月19日 - 7月18日        |
| 46 |                                                                      | 2008年6月26日 - 7月25日        |

## エピソード
- 2007年10月11日放送分に出演し、矢口の代役を務めた岡田唯は同放送で人生初のMCを務めた。
- 生放送での歴代最高視聴率は、平野綾がゲスト出演した2007年11月29日放送分である。